# Hyadina subnitida
Hyadina subnitida är en tvåvingeart som beskrevs av Sturtevant och Wheeler 1954. Hyadina subnitida ingår i släktet Hyadina och familjen vattenflugor. Inga underarter finns listade i Catalogue of Life.